# Ossi hat die Hosen an
Ossi hat die Hosen an ist eine deutsche Stummfilmkomödie von Carl Boese mit Ossi Oswalda in der Haupt- und Titelrolle. Der Geschichte liegt ein Roman der Britin Berta Ruck zugrunde, die sich auch am Drehbuch beteiligte.

## Handlung
Ossi soll die Sommerferien bei ihren zwei alten Tanten Augusta und Emely verbringen. Da sie sich aber recht bald fürchterlich langweilt, nimmt sie sich vor, den kauzigen Landadeligen Sir Ralph Well-Alone (= gern allein), der ganz in der Nähe in einem schlossähnlichen Anwesen residiert, von seiner Schrulligkeit und der Ablehnung alles Weiblichen zu heilen. Und so beschließt Ossi, die Hosen anzuziehen und sich bei Sir Ralph um die Stelle eines Chauffeurs zu bewerben. Rasch fallen dem „neuen Mann im Haus“ sämtliche Herzen aller Frauen in Ralphs Umfeld zu Füßen, selbst die Braut des unwirschen Hausherrn scheint sich in den neuen Fahrer zu verlieben. Das Durcheinander, das die Neuanstellung Ossi im Landhaus gestiftet hat, führt dazu, dass Mr. Well-Alone Ossi so schnell wie möglich wieder loswerden will. Dann aber erfährt er, wen er soeben gefeuert hat, und da Sir Ralph mittlerweile etwas für Ossi zu empfinden beginnt, die ihm sogar bei einer Reifenpanne aushelfen konnte, versucht er sie, für sich zu gewinnen.

## Produktionsnotizen
Ossi hat die Hosen an entstand im in Berlins Nationalfilm-Atelier und mit Außenaufnahmen in London. Der Film, von dem auch eine britische Fassung unter dem Titel Sir or Madam angefertigt wurde, passierte die Filmzensur am 9. November 1928 und wurde vier Tage darauf im Titania-Palast uraufgeführt. Der Streifen besaß eine Länge von 2533 Meter, verteilt auf sieben Akte.
Charlie Roellinghoff verfasste die Zwischentitel, die Filmbauten entwarf Karl Machus. 

## Kritik
Für das Grazer Tagblatt und andere österreichische Zeitungen war dieser Film ein „überaus lustige(r) Schlager“.